# 原因別の航空事故
原因別の航空事故（げんいんべつのこうくうじこ）は、航空事故を原因別に分けたものである。

## 不適切な修理
機体の修理が不適切であったことによる事故。
- アエロペルー603便墜落事故
- エア・ミッドウエスト5481便墜落事故
- アラスカ航空261便墜落事故
- アメリカン航空191便墜落事故
- ブリティッシュ・エアウェイズ5390便不時着事故
- 英国欧州航空706便墜落事故
- 中華航空358便墜落事故
- チャイナエアライン611便空中分解事故
- 中国西北航空2303便墜落事故
- 中国西南航空4146便墜落事故
- 遠東航空103便墜落事故
- 日本航空123便墜落事故
- メキシカーナ航空940便墜落事故
- ナイジェリア航空2120便墜落事故
- パータンエアー394便墜落事故
- チュニインター1153便不時着水事故
- センチュリオン・エアカーゴ425便着陸失敗事故

## 空中分解・急減圧
空中分解又は機内で急減圧が発生したことによる事故。
- アロハ航空243便事故
- 英国海外航空781便墜落事故
- ブリティッシュ・エアウェイズ5390便不時着事故
- 英国欧州航空706便墜落事故
- チャイナエアライン611便空中分解事故
- 日本航空123便墜落事故
- ナショナル航空27便エンジン破損事故
- サウスウエスト航空1380便エンジン爆発事故
- サウディア162便機体破損事故
- 南アフリカ航空201便墜落事故
- トルコ航空DC-10パリ墜落事故
- ユナイテッド航空811便貨物ドア脱落事故

## 空間識失調
空間識失調による航空事故。
- アエロフロート821便墜落事故
- 中華航空006便急降下事故
- フラッシュ航空604便墜落事故
- USエアー1016便墜落事故
- インドネシア・エアアジア8501便墜落事故
- ケニア航空507便墜落事故
- ガルフ・エア072便墜落事故

## 操縦ミス
CFITによる航空事故。
- スホーイ・スーパージェット100の墜落事故
- UPS航空1354便墜落事故
- アエロペルー603便墜落事故
- アフリキヤ航空771便墜落事故
- アガディール航空惨事
(ロイヤル・ヨルダン航空)
- エア・カナダ624便着陸失敗事故
- 中国国際航空129便墜落事故
- 1949年エールフランスロッキード コンステレーション墜落事故
- エールフランス296便事故
- エア・インディア101便墜落事故
- エールアンテール148便墜落事故
- ニュージーランド航空901便エレバス山墜落事故
- エアブルー202便墜落事故
- アリタリア航空112便墜落事故
- アリタリア航空404便墜落事故
- アメリカン航空965便墜落事故
- アルマヴィア967便墜落事故
- アシアナ航空162便着陸失敗事故
- アシアナ航空733便墜落事故
- アビアンカ航空011便墜落事故
- アビアンカ航空410便墜落事故
- 中国民航3303便墜落事故
- 中華航空206便墜落事故
- クロスエア3597便墜落事故
- イースタン航空401便墜落事故
- ガルーダ・インドネシア航空152便墜落事故
- イベリア航空610便墜落事故
- インディペンデント航空1851便墜落事故
- インディアン航空113便墜落事故
- 日本航空クアラルンプール墜落事故
- ケニア航空431便墜落事故
- 大韓航空801便墜落事故
- 大韓航空015便着陸失敗事故
- ターキッシュ エアラインズ6491便墜落事故
- ナショナル航空193便着水事故
- パキスタン国際航空268便墜落事故
- パンアメリカン航空812便墜落事故
- ポーランド空軍Tu-154墜落事故
- ピードモント航空349便墜落事故
- ルスエアー9605便墜落事故
- サンタバーバラ航空518便墜落事故
- スリナム航空764便墜落事故
- タイ国際航空311便墜落事故
- トルコ航空158便墜落事故
- トルコ航空452便墜落事故
- ユナイテッド航空409便墜落事故
- ユナイテッド航空389便墜落事故
- VASP航空168便墜落事故

## エンジントラブル
エンジンのトラブルによる事故。
- エールフランス66便エンジン爆発事故
- カンタス航空32便エンジン爆発事故
- ブリティッシュ・エアウェイズ9便エンジン故障事故
- ガルーダ・インドネシア航空421便不時着事故
- KLMオランダ航空867便エンジン停止事故
- スカンジナビア航空751便不時着事故
- タカ航空110便緊急着陸事故

## 機体の設計ミス
機体の設計ミスによる事故。
- エールアンテール148便墜落事故
- アメリカン航空96便貨物ドア破損事故
- 英国海外航空781便墜落事故
(コメット連続墜落事故)
- チャイナエアライン120便炎上事故
- 中国西北航空2303便墜落事故
- イーストウインド航空517便急傾斜事故
- トルコ航空DC-10パリ墜落事故
- ユナイテッド航空585便墜落事故
- USエアー427便墜落事故

## 地上衝突事故
空港などでの衝突事故。
- アエロフロート航空3352便事故
- リナーテ空港事故
(スカンジナビア航空)
- マドリード・バラハス空港地上衝突事故
(イベリア航空)
- シンガポール航空006便離陸失敗事故
- テネリフェ空港ジャンボ機衝突事故
(パンアメリカン航空、KLMオランダ航空)
- ユナイテッド・エクスプレス5925便地上衝突事故
- ロサンゼルス国際空港地上衝突事故
(USエアウェイズ、スカイウェスト航空)
- デトロイト空港衝突事故
(ノースウエスト航空)
- シドニー国際空港地上衝突事故
- 1990年広州白雲空港衝突事故
(厦門航空、中国南方航空、中国南西航空)
- 羽田空港地上衝突事故
(日本航空、海上保安庁)

## 空中衝突事故
空中での衝突事故。
- ニューデリー空中衝突事故
(サウディア、カザフスタン航空)
- ユーバーリンゲン空中衝突事故
(バシキール航空、DHL)
- 全日空機雫石衝突事故
- アエロメヒコ航空498便空中衝突事故
- 1973年ナント空中衝突事故
(イベリア航空、スパンタックス)
- 1960年ニューヨーク空中衝突事故
(トランス・ワールド航空、ユナイテッド航空)
- 1965年ニューヨーク空中衝突事故
(トランス・ワールド航空、イースタン航空)
- グランドキャニオン空中衝突事故
(トランス・ワールド航空、ユナイテッド航空)
- 1976年アナパ空中衝突事故
(アエロフロート)
- 1979年ドニプロゼルジーンシク空中衝突事故
(アエロフロート)
- テヘラン空中衝突事故
(イランエアツアーズ)
- ゴル航空1907便墜落事故
- アトランティック・サウスイースト航空2254便空中衝突事故
- ザグレブ空中衝突事故
(ブリティッシュ・エアウェイズ、アドリア航空)
- リビア・アラブ航空1103便空中分解事故
- スカイウエスト航空1834便空中衝突事故
- プロテウス航空706便空中衝突事故
- ヒューズ・エア・ウエスト706便空中衝突事故

## 機内火災
機内火災による事故。
- UPS航空6便墜落事故
- エア・カナダ797便火災事故
- コンコルド墜落事故
(エールフランス)
- アシアナ航空991便墜落事故
- ブリティッシュ・エアツアーズ28M便火災事故
- チャイナエアライン120便炎上事故
- 中国北方航空6136便放火墜落事件
- エジプト航空804便墜落事故
- コガリムアビア348便火災事故
- ポーランド航空5055便墜落事故
- メキシカーナ航空940便墜落事故
- ナイジェリア航空2120便墜落事故
- サウジアラビア航空163便火災事故
- 南アフリカ航空295便墜落事故
- スイス航空111便墜落事故
- バリュージェット航空592便墜落事故
- ヴァリグ・ブラジル航空820便墜落事故

## 燃料切れ
燃料切れによる事故。
- アエロフロート機ネヴァ川不時着水事故
- エア・トランザット236便滑空事故
- アビアンカ航空52便墜落事故
- エチオピア航空961便ハイジャック事件
- エア・カナダ143便滑空事故
- ヘリオス航空522便墜落事故
- ラミア航空2933便墜落事故
- チュニインター1153便不時着水事故
- ユナイテッド航空173便墜落事故
- ヴァリグ・ブラジル航空254便墜落事故

## 乗務員の自殺(自殺未遂)
詳細は「操縦者による自殺」を参照
- 日本航空350便墜落事故
- エジプト航空990便墜落事故
- ジャーマンウイングス9525便墜落事故
- LAMモザンビーク航空470便墜落事故
- シルクエアー185便事故
- ロイヤル・エア・モロッコ630便墜落事故

## 機体の爆発
爆破テロ以外の、機体の爆発による事故。
- トランス・ワールド航空800便墜落事故
- パンアメリカン航空214便墜落事故
- イタビア航空870便事件[注釈 2]

## 爆破テロ
- カナディアン航空機爆破事件
- ユナイテッド航空629便爆破事件
- 2004年ロシア航空機爆破事件
(S7航空、エア・ボルガ)
- エア・インディア182便爆破事件
(成田空港手荷物爆発事件)
- キャセイパシフィック航空700Z便爆破事件
- クバーナ航空455便爆破事件
- ガルフエア771便爆破事件
- JATユーゴスラビア航空機爆破事件
- カシミールプリンセス号爆破事件
(エア・インディア)
- 大韓航空機爆破事件
- メトロジェット9268便爆破事件
- パンアメリカン航空103便爆破事件
- フィリピン航空434便爆破事件
- UTA航空772便爆破事件

## 撃墜
- DHL貨物便撃墜事件
- キャセイパシフィック航空機撃墜事件
- イラン航空655便撃墜事件
- イタビア航空870便事件[注釈 2]
- 大韓航空機撃墜事件
- リビア航空機撃墜事件
- アエロフロート902便墜落事故
- シベリア航空機撃墜事件
- マレーシア航空17便撃墜事件
- ウクライナ国際航空752便撃墜事件
- アゼルバイジャン航空8243便墜落事故

## 食中毒
- アルゼンチン航空386便食中毒事件
- 日本航空機集団食中毒事件